# FED Cup 1997 (football americano)
La FED Cup 1997 è stata la 1ª edizione della FED Cup di football americano, organizzata dalla EFAF. Avrebbero dovuto partecipare 8 squadre, ma gli Argonautes d'Aix-en-Provence e 3 squadre spagnole si sono ritirate prima dell'inizio del torneo.

## Squadre partecipanti
| Club                  | Città             | Stadio | Sponsor ufficiale | Risultato nella stagione 1996       |
| --------------------- | ----------------- | ------ | ----------------- | ----------------------------------- |
| Flash de La Courneuve | La Courneuve      |        |                   | Terzo posto in Division I (Poule B) |
| Gladiatori Roma       | Roma              |        |                   | Vicecampioni d'Italia               |
| Munich Cowboys        | Monaco di Baviera |        |                   | Quarto posto in GFL Süd             |
| Bern Grizzlies        | Berna             |        |                   | Campioni di Svizzera                |

## Semifinali
| Berna 20 aprile 1997 | Bern Grizzlies | 0 – 46 | Flash de La Courneuve |  |

| La Courneuve 1997 | Flash de La Courneuve | 31 – 6 | Bern Grizzlies |  |

| Monaco di Baviera 1997 | Munich Cowboys | 20 – 23 | Gladiatori Roma |  |

## Finale
| Roma 1997 | Gladiatori Roma | 7 – 28 | Flash de La Courneuve |  |

## Verdetti
- Flash de La Courneuve vincitori della FED Cup 1997